# Kim Il-yeop
Kim Il-yeop (Hangul:김일엽, hanja:金一葉, 28 tháng 4 năm 1896 – 1 tháng 2 năm 1971) là nhà nhà văn, nhà báo, nhà hoạt động nữ quyền Hàn Quốc và là một nhà sư Phật giáo. Tên thật của bà là Kim Won Ju (김원주 金元周 Kim Nguyên Chu) và Il-yeop là bút danh.

## Công việc
- One Think of a Monk (어느 수도인의 회상)
- Fire Shout to Manhood (청춘을 불사르고)
- The Middle of Happiness and Unhappiness (행복과 불행의 갈피에서)